# Кармила
„Кармила“ е готическа новела, написана от Шеридан Ле Фаню и е една от ранните творби на вампирския жанр, вдъхновявайки Брам Стокър за Дракула 26 години по-късно. За първи път публикувана като продължение в The Dark Blue (1871 – 1872). Историята е разказана от млада жена, жертва на жена вампир на име Кармила, по-късно позната като Миркала, графиня Карнщайн (Миркала е анаграма на Кармила). Историята често е антологизирана и адаптирана много пъти като филми и други медии.

## Публикуване
Кармила, издавана в няколо броя на литературното списание The Dark Blue в късната 1871 и ранната 1872, е преиздадена в сборника с кратки разкази на Ле Фаню In a Glass Darkly (1872). Сравнявайки работите на двамата илюстратори, Дейвид Хенри Фристън и Майкъл Фицджералд, чиито творби излизат в списанието, но не в модерните разпечатки на книгата, разкрива несъответствия в описанието на героите. Следователно, възниква объркване, свързано с картини от сюжета. Исабела Мазанти илюстрира годишното издание на книгата през 2014, издадено от Editions Soleil и преведено от Gaid Girard.

## Обобщение на сюжета
Ле Фаню представя историята като част от практиката на Dr. Hesselius, чието отклонение от медицинското т проваверие го обозначава като първия окултен доктор в литературата.
Лаура, протагонистът, започва с разказ за своето детство в „живописен и самотен“ замък насред голяма гора в Щирия, където живее с баща си, заможен английски вдовец, пенсиониран от служба на австрийската империя. Когато била на шест, Лаура има видение за красив посетител в нейните покои. По-късно тя твърди, че била прободена по гърдите, въпреки че не са открити следи.
Дванайсет години по-късно, Лаура и баща ѝ се наслаждават на слънцето, когато баща ѝ ѝ прочита писмо от негов приятел, General Spielsdorf. Предполага се генералът да дойде с племенницата си, Bertha Rheinfeldt, да ги посетят, но племенницата му внезапно умира при мистериозни обстоятелства. Генералът двусмислено, заключава, че ще обсъдят обстоятелствата в детайли, когато се видят по-късно.
Лаура, натъжена от липсата на потенциални приятели, копнее за компания. Инцидент с карета пред дома на Лаура неочаквано довежда момиче на възрастта на Лаурапод грижите на семейството. Нейното име е Камила. Двете момичета веднага познават другия от „съня“, който и двете са имали като малки.
Кармила се появява наранена след инцисент с карета, но нейната мистериозна майка съобщава на бащата на Лаура, че нейното пътуване е спешно и не може да се отмени. Тя урежа да остави дъщеря си с Лаура и нейния баща, докато се върне след три месеца. Преди да тръгне, тя строго отбелязва, че дъщеря ѝ няма да разказва каквато и да е информация за семейството си, от миналото или за себе си и че Кармила не е със здравия разум. Лаура казва, че тази информацие изглежда ненужна за казване и нейния баща се изсмива над това.
Лаура и Кармила стават близки приятелки, но настроението на Кармила внезпно се променя. Тя понякога прави романтични съвети към Лаура. Кармила отказва да разкаже за себе си, дори и разпитвана от Лаура. Нейната потайност не е единственото мистериозно нещо за Кармила, тя никога не се присъединява към молитвите в домакинството, тя спи повече през деня и изглежда, че се разхожда по време на сън през нощта.

## Влияние
Въпреки че Кармила е по-малко позната готическа вампирска история от общо признатата майсторска работа на този жанр Дракула, последната е силно повлияна от новелата на Ле Фаню. Посмъртно е публикуван краткия разказ на Стокър „Гостът на Дракула“, позната като изтритата първа глава на Дракула, показва очевиден и непокътнат дълг към Кармила.